# 도르드레흐트

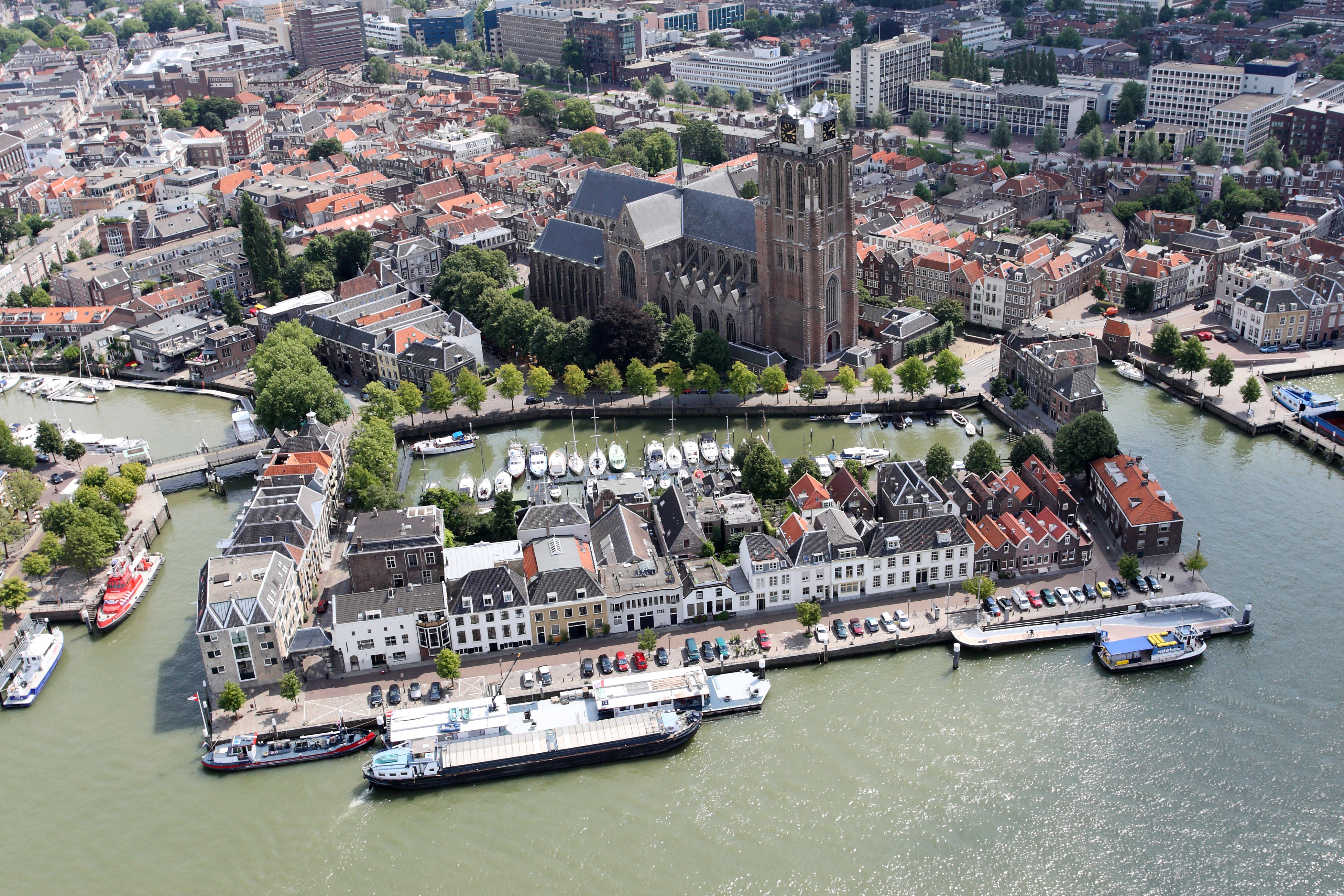
도르트레흐트

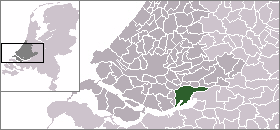
도르드레흐트의 위치

도르드레흐트(네덜란드어: Dordrecht)는 네덜란드 서부 자위트홀란트주의 도시로 면적은 99.47km2, 높이는 1m, 인구는 118,782명(2014년 5월 기준), 인구 밀도는 1,503명/km2이다. 도르트(Dordt)라고 부르기도 하며 자위트홀란트 주에서 4번째로 큰 도시이다. 홀란트 지방의 오랜 역사와 문화를 간직한 도시이다. 이 도시에서 유명한 신조인 도르트 신조가 작성된 곳이다.

시기
시 문장

## 인구
| 연도                                     | 인구   | ±% p.a. |
| ---------------------------------------- | ------ | ------- |
| 1354                                     | 10,000 | —       |
| 1398                                     | 7,500  | −0.65%  |
| 1514                                     | 11,200 | +0.35%  |
| 1555                                     | 10,000 | −0.28%  |
| 1560                                     | 12,500 | +4.56%  |
| 1622                                     | 18,270 | +0.61%  |
| 1632                                     | 20,600 | +1.21%  |
| 1665                                     | 20,000 | −0.09%  |
| 1732                                     | 18,000 | −0.16%  |
| 1795                                     | 18,014 | +0.00%  |
| 출처: Lourens & Lucassen 1997, 103–105쪽 |        |         |